# Deutsche U16-Leichtathletik-Meisterschaften

Logo vom Deutschen Leichtathletik-Verband

Die Deutschen U16-Leichtathletik-Meisterschaften für unter 16-jährige Mädchen und Jungen wurden zunächst ab 2014 für die Dauer von drei Jahren als Modellprojekt ausgetragen. In den einzelnen Disziplinen sollten bei den fünfzehnjährigen Mädchen und Jungen eine Deutsche Meisterin bzw. ein Deutscher Meister ermittelt werden. Ziel war es, die Nachwuchsleichtathletik zu fördern.
Die U16-Meisterschaften sind auf zwei Tage ausgelegt. Sie umfassen Wettkämpfe in allen Einzeldisziplinen sowie die 4-mal-100-Meter-Staffel. Teilnahmeberechtigt sind die Altersklasse M und W15, Jugendliche der Altersklasse M14 und W14 dürfen nur in den Staffeln teilnehmen.
Nach Ablauf der Testphase sollten in Bremen 2016 die vorerst letzten U16-Meisterschaften stattfinden. In 32 Wettbewerben wurden deutsche Meistertitel vergeben, die im Rahmen des Modellprojekts von einer wissenschaftlichen Studie begleitet waren. Ein Zwischenergebnis der unabhängigen wissenschaftlichen Begleitstudie des dreijährigen Projektes „U16-DM“ stützte die Befürchtungen einer zu frühen Spezialisierung sowie aufkommender Schwierigkeiten im Zeitmanagement Sport-Schule nicht.
2017 wurde auf Grundlage der wissenschaftlichen Begleitung endgültig über das Meisterschaftsangebot entschieden, und nach der  Erprobungsphase wurden auf Basis der wissenschaftlichen Begleituntersuchung der TU Kaiserslautern die Deutschen U16-Meisterschaften im Einzel fest im Wettkampfkalender etabliert.

## Veranstaltungsübersicht
| Nr. | Jahr | Ort             | Datum        | Stadion                 | Dokumentation |
| --- | ---- | --------------- | ------------ | ----------------------- | ------------- |
| 1.  | 2014 | 16.–17. August  | Köln         | NetCologne Stadion      | Ergebnisse    |
| 2.  | 2015 | 8.–9. August    | Köln         | NetCologne Stadion      | Ergebnisse    |
| 3.  | 2016 | 6.–7. August    | Bremen       | Sportanlage Obervieland | Ergebnisse    |
| 4.  | 2017 | 12.–13. August  | Bremen       | Sportanlage Obervieland |               |
| 5.  | 2018 | 18.–19. August  | Wattenscheid | Lohrheidestadion        | Ergebnisse    |
| 6.  | 2019 | 6.–7. Juli      | Bremen       | Sportanlage Obervieland | Ergebnisse    |
| –   | 2020 | 4.–5. Juli      | Bremen       | Sportanlage Obervieland |               |
| 7.  | 2021 | 4.–5. September | Hannover     | Erika-Fisch-Stadion     |               |
| 8.  | 2022 | 9.–10. Juli     | Bremen       | Sportanlage Obervieland |               |
| 9.  | 2023 | 29.–30. Juli    | Stuttgart    | Stadion Festwiese       | Ergebnisse    |
| 10. | 2024 | 26.–28. Juli    | Koblenz      | Stadion Oberwerth       |               |
| 11. | 2025 | 4.–6. Juli      | Ulm          | Donaustadion            |               |

## Qualifikationsbedingungen
Wie bei fast allen Meisterschaften der Leichtathletik müssen die Teilnehmenden eine festgelegte Qualifikationsleistung erbracht haben. Um die frühzeitige Spezialisierung etwas einzuschränken, ist darüber hinaus noch eine Zusatzleistung aus einem anderen der fünf festgelegten Disziplinblöcke erforderlich. Die Disziplinblöcke sind: Sprint und Hürdenlauf, Mittel-, Langstrecken- oder Hindernislauf oder Gehen, Sprung, Wurf und Mehrkampf. Auch für diese Zusatzqualifikationen sind Mindestleistungen festgelegt, welche etwas besser als durchschnittlich sind. D.h., die Athletinnen und Athleten müssen auch in einer ganz anderen leichtathletischen Disziplin mindestens eine überdurchschnittlich gute Leistung erbracht haben. Ein Beispiel: Ein Athlet, der die Qualifikationsleistung für den 300-Meter-Hürdenlauf erbracht hat, muss nachweisen, dass er nicht nur auf kurzen Strecken schnell ist, sondern zusätzlich auch noch ein guter Springer, Werfer, Langstreckenläufer oder Mehrkämpfer ist. In welchem Block und in welcher der jeweils vier Disziplinen aus einem Block diese Zusatzleistung erbracht wird, ist frei wählbar. Eine Langstreckenläuferin muss also nicht die anspruchsvolle Technik des Stabhochsprungs oder des Hammerwurfs erlernen, sondern kann die Zusatzleistung im Sprint oder im Weitsprung erbringen.
Für die Meisterschaften 2024 wurde die Qualifikation geändert: Außer der erforderlichen Mindestleistung in der jeweiligen Disziplin ist nun auch ein Mindestpunktwert in einer der vier verschiedenen Mehrkampfvarianten (Blockwettkampf Sprint/Sprung, Lauf oder Wurf oder Sieben- bzw. Neunkampf) notwendig.